# 渠勒
渠勒国，西域古国。位于今新疆于田附近。国王治所在鞬都城，离长安九千九百五十里。三百一十户，二千一百七十口，胜兵三百人。东北至西域都护治所乌垒三千八百五十二里，东与戎卢、西与婼羌、北与扞罙接。三国以后，成为于阗的属地。

## 外部連結
[在维基数据编辑]
 《欽定古今圖書集成·方輿彙編·邊裔典·渠勒部》，出自陈梦雷《古今圖書集成》